# Agua Fria River
Der Agua Fria River ist ein 193 Kilometer langer Fluss im US-Bundesstaat Arizona.

## Verlauf
Er durchfließt das Agua Fria National Monument und mündet danach im Black Canyon in den künstlich gestauten Lake Pleasant, der 1928 für die Wasserversorgung gebaut wurde. Er verlässt den See wieder, nimmt bei Glendale den New River auf und mündet bei Goodyear in den Gila River.